# Anexo del Monumental Cinema Sport
El Anexo Monumental Cinema Sport es un edificio de estilo art déco de la ciudad española de Melilla situado en el Ensanche Modernista de Melilla, en la calle Ejército Español y forma parte del Conjunto Histórico Artístico de la Ciudad de Melilla, un Bien de Interés Cultural.

## Historia
Fue construido entre 1935 y 1936 según proyecto del arquitecto Enrique Nieto para Julio Liarte, propietario del adosado Monumental Cinema Sport.

## Descripción
Consta de planta baja y tres plantas. Está construido con paredes de mampostería de piedra local y ladrillo macizo, con vigas de hierro y bovedillas del mismo ladrillo para los techos. Destaca de su fachada el mirador y el pretil de la azotea, contando con elementos decorativos similares al anexo Monumental Cinema Sport. más.